# Datsik
Datsik, właśc. Troy Beetles (ur. 9 czerwca 1988 w Kelowna) – kanadyjski producent muzyki elektronicznej (głównie dubstep i pochodne) i DJ.

## Dyskografia
Albumy i EP
- Against the Machines EP – Datsik vs. Downlink – Substruk Records – 26 marca 2009
- Nuke 'Em EP (wraz z Flux Pavilion, Tom Encore and Redline) – Rottun Records – 12 kwietnia 2009
- Texx Mars EP („Galvanize” / „Texx Mars”) (wraz z 12th Planet) – Smog Records – 10 listopada 2009
- Vitamin D – Dim Mak Records – 10 kwietnia 2012
- Cold Blooded EP (Part One) – Firepower Records – 22 stycznia 2013
- Let It Burn LP (Part Two) – Firepower Records – 24 września 2013
- Down 4 My Ninjas EP – Firepower Records – 25 listopada 2014
- Darkstar – Firepower Records – 25 marca 2016
- Sensei – Firepower Records – 16 grudnia 2016
- Master Of Shadows EP – Firepower Records – 12 stycznia 2018

Single
- „Gizmo” / „Gecko” – Basshead Records – 11 listopada 2009
- „3 Fist Style” – Basshead Records – 20 lipca 2010
- „Brock Out” / „Mechano” – Datsik & Funtcase – EX7 – 29 lipca 2010
- „Firepower” / „Domino” – Datsik & Levela – Rottun Records – 21 kwietnia 2011
- „King Kong” – Bare & Datsik – Subhuman – 11 maja 2011
- „Hydraulic” / „Overdose” – Rottun Records – 13 czerwca 2011
- „Fully Blown” (feat. Snak the Ripper) (on Vitamin D) – Dim Mak Records – 31 stycznia 2012
- „Lightspeed” – Kill the Noise X Datsik – OWSLA – 28 lutego 2012 (Original Mix); 13 września 2012 (Remixes)
- „Evilution” (feat. Jonathan Davis) (on Vitamin D) – Datsik & Infected Mushroom – Dim Mak Records – 13 marca 2012
- „Release Me” – Firepower Records – 21 maja 2013 (Remixes)

Remixy
- Wu-Tang Clan — Biochemical Equation (Datsik & Excision Remix) <iHipHop / 2009>
- Ctrl Z vs. Freestylers — Ruffneck '09 (Excision & Datsik Remix) <Never Say Die / 2009>
- Ivory — Hand Grenade (Excision & Datsik Dubstep Remix) <Rat Records / 2009>
- Spor vs. Apex — Nowhere to Run (Datsik & Excision Remix) <Lifted Music / 2010>
- The Crystal Method feat. LMFAO — Sine Language (Datsik Remix) <Black Hole Recordings / 2010>
- Don Diablo feat. Dragonette — Animale (Datsik Remix) <Ego Music / 2010>
- Various — Blow Your Head: Diplo Presents Dubstep – U Don't Like Me (Datsik Remix) <Mad Decent / 2010>
- Noisia — Alpha Centauri (Excision & Datsik Remix) <Division Recordings / 2010>
- Coldplay — Fix You (Datsik Remix) <2010>
- MGMT — Kids (Datsik Remix) <2010>
- Bassnectar — Boombox (Datsik Remix) <2011>
- Steve Aoki & Sidney Samson — Wake Up Call (Datsik Remix) <Dim Mak Records / 2011>
- Foreign Beggars feat. Black Sun Empire — Solace One (Datsik Remix) <Never Say Die / 2012>
- Zedd — Stars Come Out (Datsik Remix) <Dim Mak Records / 2012>
- Kaskade & Skrillex — Lick It (Datsik Remix) <Ultra Records / 2012>
- DJ Fresh feat. Dizzee Rascal — The Power (Datsik Remix) <Ministry of Sound / 2012>
- Dada Life — Kick Out The Epic Motherf***er (Datsik Remix) <2 lipca 2012>
- Lil Wayne — A Milli (Excision & Datsik Remix)
- Colin Munroe feat. K Flay – Your Eyes (Datsik Remix)
- Linkin Park — Until It Breaks (Datsik Remix)
- Example — Perfect Replacement (Datsik Remix)